# 上田轄麻
上田 轄麻（うえだ かつま、1993年7月21日 - ）は、岐阜県出身の、日本の柔道選手。階級は100kg超級。身長185cm。体重130kg。組み手は左組み。血液型はB型。段位は参段。得意技は内股。

## 経歴
柔道は8歳の時に聖心館平野道場で始めた。小学校5年の時には新設された全国小学生学年別柔道大会40kg超級の初代チャンピオンとなった。6年の時には45kg超級に出場するもベスト16にとどまった。中学は愛知県にある強豪校として知られる大成中学へ進んだ。2年の時には近代柔道杯団体戦で優勝すると、3年の時には全国中学校柔道大会の団体戦でも優勝を飾った。しかし、マルちゃん杯では決勝で国士舘中学に敗れて2位に終わり、中学団体3冠はならなかった。大成高校へ進むと、3年の時に金鷲旗で3位、インターハイの100kg超級でも3位になった。2012年に明治大学へ進学すると、1年の時には優勝大会で3位、全日本ジュニアでも3位に入った。3年の時には学生体重別で優勝を飾った。4年の時には全日本選手権の準々決勝で旭化成の王子谷剛志に有効で敗れるも5位となった。ユニバーシアードでは無差別に出場して優勝を飾った。また、団体戦でも優勝した。グランプリ・青島では3位になった。2016年にはグランプリ・ブダペストで2位となった。2016年からは新日鉄住金の所属となった。2017年の講道館杯では3位だった。2018年の講道館杯でも3位になった。2019年4月の全日本選手権では3回戦で了徳寺学園職員のウルフ・アロンに支釣込足で敗れた。2021年12月の実業個人選手権では優勝した。

## 戦績
- 2004年 -　全国小学生学年別柔道大会　40kg超級　優勝
- 2008年 -　近代柔道杯　優勝
- 2008年 -　全国中学校柔道大会　団体戦　優勝
- 2008年 -　マルちゃん杯　2位
- 2011年 -　金鷲旗　3位
- 2011年 -　インターハイ　3位
- 2012年 -　優勝大会　3位
- 2012年 -　全日本ジュニア　3位
- 2013年 -　ロシアジュニア国際　優勝
- 2014年 -　学生体重別　優勝
- 2014年 -　講道館杯　5位
- 2015年 -　全日本選手権　5位
- 2015年 - ユニバーシアード　個人戦　無差別　優勝　団体戦　優勝
- 2015年 - グランプリ・青島　3位
- 2016年 -　 グランプリ・ブダペスト　2位
- 2017年 -　 講道館杯　3位
- 2018年 - 実業団体　2位
- 2018年 -　講道館杯　3位
- 2021年 - 実業個人選手権　優勝
- 2022年 -　 実業団体　3位
- 2022年 - 実業個人選手権　3位

(出典、JudoInside.com)